# Łężec Pierwszy

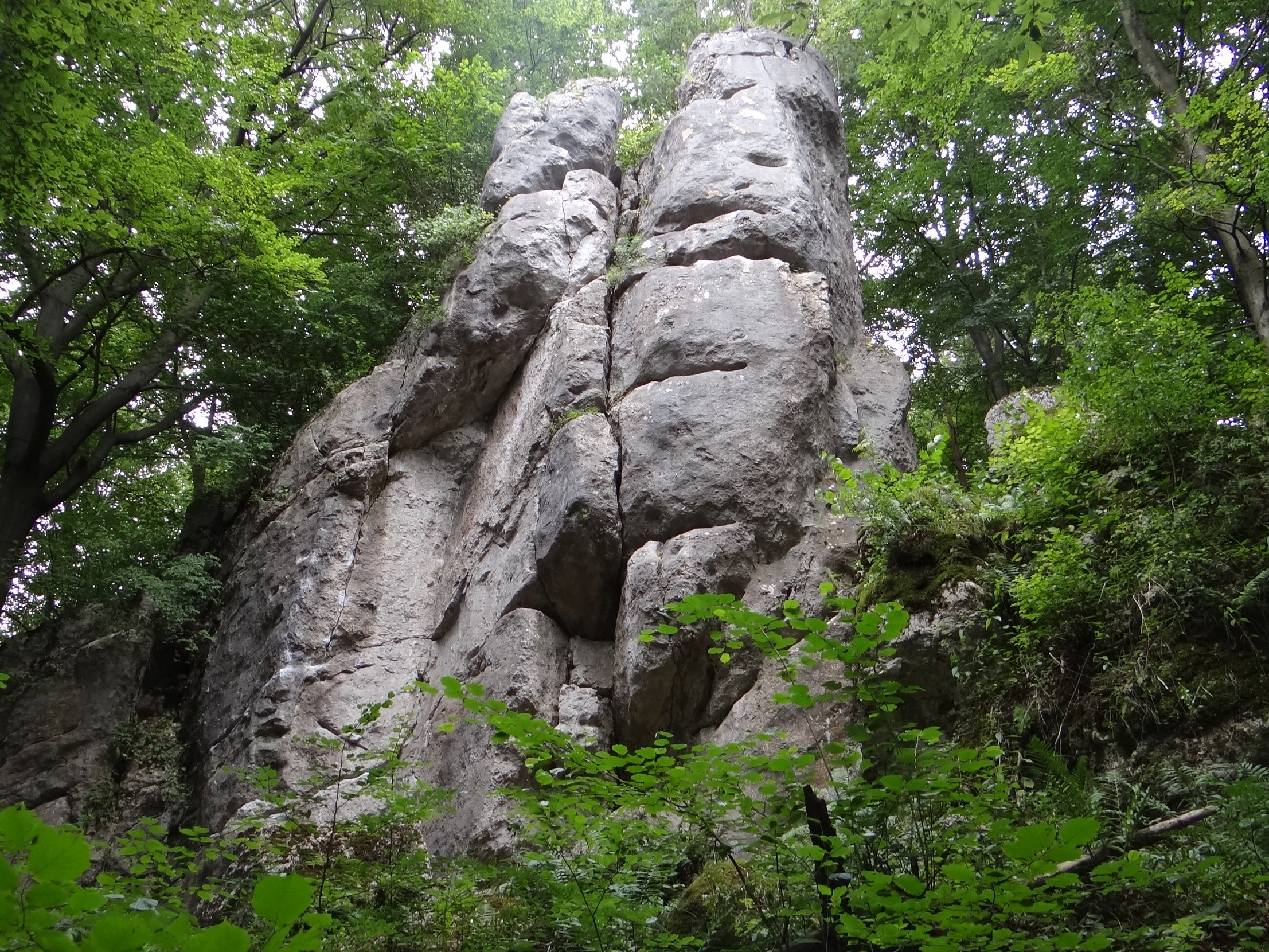

Łężec Pierwszy – grupka skał na grzbiecie wzgórza Łężec na Wyżynie Częstochowskiej. Znajdują się w miejscowości Morsko w województwie śląskim, w powiecie zawierciańskim, w gminie Włodowice, w pasie skał ciągnących się grzbietem tego wzgórza od Zamku w Morsku na północny wschód. Skały na Łężcu stosunkowo niedawno stały się obiektem wspinaczki skalnej i rejon ten daleki jest jeszcze do wyeksploatowania przez wspinaczy. Ciągle tworzone są na nich nowe drogi wspinaczkowe. Przez wspinaczy skalnych zaliczane są do grupy Skał Morskich.
Łężec Pierwszy to zbudowana ze skalistego wapienia skała o wysokości 16 m. Znajduje się w lesie na wschodnim krańcu grupy. Jest obiektem wspinaczki skalnej. Na jej ścianach jest 5 dróg wspinaczkowych o trudności od VI.1+ do VI.4 w skali krakowskiej oraz dwa projekty. Wszystkie drogi z wyjątkiem drogi 5 mają zamontowane stałe punkty asekuracyjne: ringi (r) i stanowiska zjazdowe (st). Na drodze 5 wspinaczka tradowa (trad). 

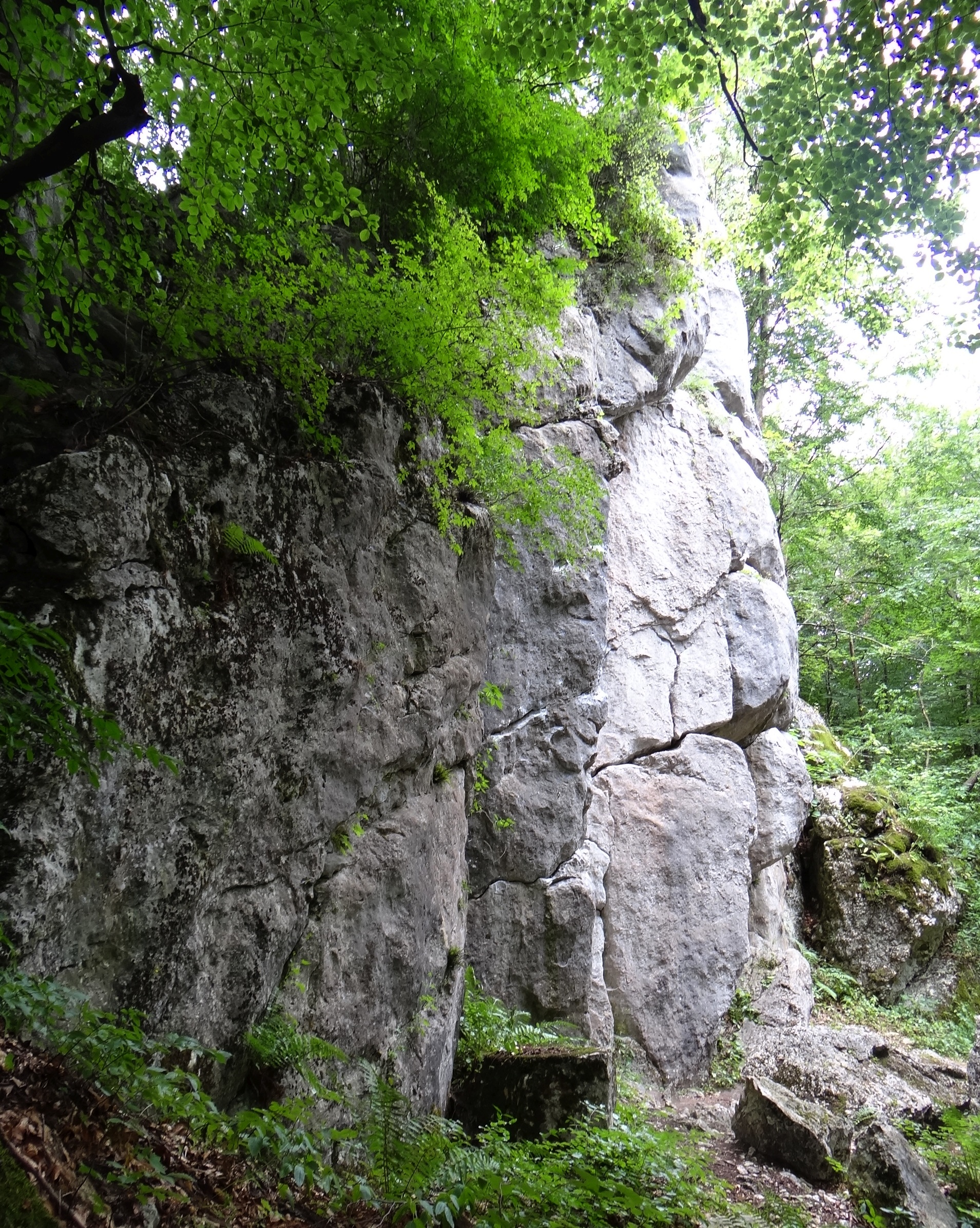

## Drogi wspinaczkowe
1. Szemranka VI.3 (5r+st),
2. Czas olśnienia VI.1+ (6r+st),
3. Ładne zacięcie VI.2 (7r+st)
4. Projekt (6r+st),
5. Oczekiwanie na odlot VI.2 (trad+st),
6. Rasputin VI.3+/4 (6r+st)
7. Projekt (6r+st)[1]